# Distretto di Wołomin
Il distretto di Wołomin (in polacco powiat wołomiński) è un distretto polacco appartenente al voivodato della Masovia.

## Geografia antropica

### Suddivisioni amministrative
Il distretto comprende 12 comuni.
- Comuni urbani: Kobyłka, Marki, Ząbki, Zielonka
- Comuni urbano-rurali: Radzymin, Tłuszcz, Wołomin
- Comuni rurali: Dąbrówka, Jadów, Klembów, Poświętne, Strachówka